# Wolf Kalipp
Wolf Kalipp (* 7. Juli 1951 in Dortmund) ist ein deutscher Musik-, Orgel- und Kulturwissenschaftler, Instrumental- und Vokalpädagoge, Dirigent und Hochschullehrer.

## Leben
Nach dem Abitur am Dortmunder Helmholtz-Gymnasium begann Kalipp 1970 ein Studium der Schulmusik, Musikwissenschaft, Altphilologie, Philosophie und Pädagogik an der Musikhochschule bzw. der Universität Köln u. a. bei Tiny Wirtz, Johannes Hömberg und Hermann Schroeder sowie in Münster bei Ingetrud Pape, Klaus Wolfgang Niemöller und Rudolf Reuter. Er studierte darüber hinaus Orgel bei Eduard Büchsel an St. Reinoldi/Dortmund. 1983 promovierte Kalipp an der Orgelwissenschaftlichen Forschungsstelle der Universität Münster bei Rudolf Reuter. Danach arbeitete Kalipp als Direktor kommunaler Musikschulen in Westfalen sowie als Lektor und Redakteur beim Verlag Schott Musik in Mainz. Dort und bei den Musikverlagen Bärenreiter und Breitkopf & Härtel gab er Urtextausgaben und musikdidaktischen Handbücher heraus. Seit 1999 bis zur Pensionierung 2019 hatte er eine Dozentur für Didaktik der Musik im Fachbereich Musikpädagogik an der Hochschule für Musik, Theater und Medien Hannover. und eine Dozentur für Kulturwissenschaften an einer westfälischen Privatakademie inne.
Kalipp trat als Pianist, Organist, Oratorien- und Kammerorchesterdirigent auf und arbeitet weiter an musik- und kulturwissenschaftlichen Themen, insbesondere aus der Albert-Schweitzer-Forschung und -Rezeption.
Er ist mit der Kantorin Karola Kalipp verheiratet und hat drei Töchter.

## Veröffentlichungen (Auswahl)
- Die westfälische Orgelbauerfamilie Vorenweg-Kersting (1784–1872). Bärenreiter, Kassel 1984 (Dissertation).

- Niederländisch-belgische Orgelromantik. Wiesbaden und Leipzig 1998.

- Johann Christian Heinrich Rinck: „Ah vous, dirai-je, Maman“, Variationen und Fuge für Orgel. Mainz 2000.

- Das Ur-Motiv B-A-C-H im Spiegel zeitgenössischer fraktaler Geometrie, dargestellt an Beispielen ausgewählter Orgelmusik des 20. Jahrhunderts. Paris 2001.

- Charles Koechlin: Orgelwerke in 2 Bänden (Urtext). Mainz 2002–03.

- „‚Raus aus dem Elfenbeinturm‘ – Pädagogische Aufgaben der Vermittlung einer Kultur der Orgel im 21. Jahrhundert“. In: Kolloquiumsbericht Walcker-Stiftung, GdO-Symposion an der Universität Siegen. Siegen 2003.

- zusammen mit Michael Bosch und Klaus Döhring: Lexikon Orgelbau. Kassel 2007.

- „Albert Schweitzer und seine Kultur der Orgel“. In: Musik & Gottesdienst. Bd. 65, Nr. 2, 2011, S. 46–58  und Bd. 65, Nr. 4, 2011, S. 168–178 .

- „Max Reger (1873–1916) – ein ‚unzeitgemäßer Zeitgemäßer‘“. In: Musik & Gottesdienst. Bd. 70, Nr. 2, 2016, S. 46–56 .